# Impatiens cristata
Impatiens cristata är en balsaminväxtart som beskrevs av Nathaniel Wallich. Impatiens cristata ingår i släktet balsaminer, och familjen balsaminväxter. Inga underarter finns listade i Catalogue of Life.